# Dittopternis ceylonica
Dittopternis ceylonica är en insektsart som beskrevs av Henri Saussure 1884. Dittopternis ceylonica ingår i släktet Dittopternis och familjen gräshoppor. Inga underarter finns listade i Catalogue of Life.